# Daiga Rezevska

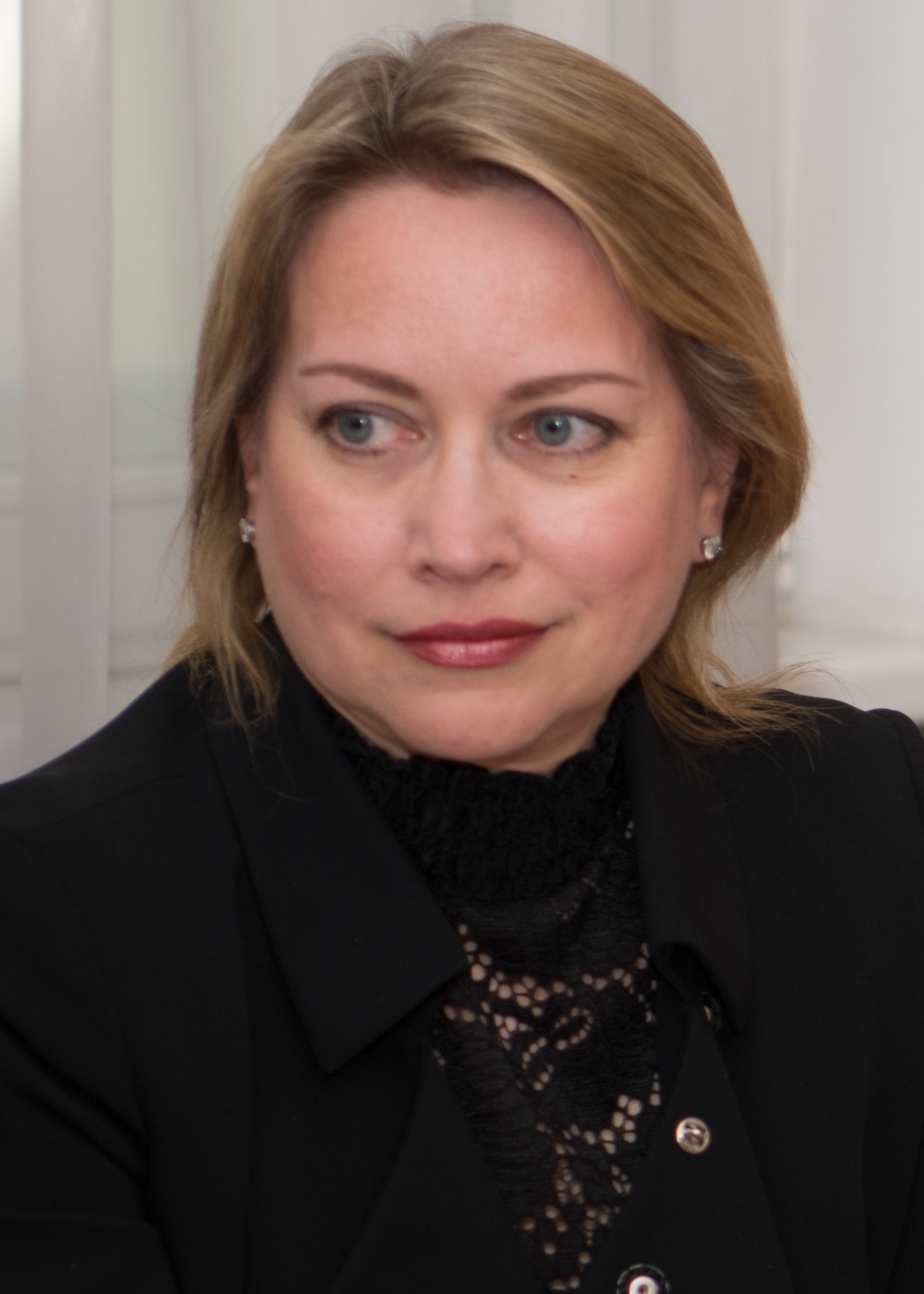
Daiga Rezevska (2019)

Daiga Rezevska (* 18. Februar 1974 in Bauska als Daiga Iļjanova) ist eine lettische Juristin. Sie war von 2016 bis 2022 Richterin am Verfassungsgerichtshof der Republik Lettland und ist Hochschullehrerin an der Universität Lettlands.

## Leben und Wirken
Rezevska studierte ab 1992 Rechtswissenschaften an der Universität Lettlands, wo sie 1996 ihren Bachelor und 1997 ihren Master of Laws erwarb. Dort wurde sie 2004 mit der rechtstheoretischen Schrift ispārējo tiesību principu nozīme un piemērošana (lettisch für Die Bedeutung und Anwendung der allgemeinen Rechtsgrundsätze) zur Dr. iur. promoviert. Bereits während ihrer Promotion und nach deren Abschluss war Rezevska als Dozentin an der Universität Lettlands tätig. 2005 wurde sie zur außerordentlichen Professorin ernannt. Seit 2007 war sie stellvertretende Schiedsrichterin am Vergleichs- und Schiedsgerichtshof der OSZE, von 2017 bis 2019 ordentliche Schiedsrichterin. Seit 2012 hat sie den ordentlichen Lehrstuhl für Rechtstheorie und Rechtsgeschichte an der Universität Lettlands inne. Seit Januar 2016 ist sie zudem Ad hoc-Richterin am Europäischen Gerichtshof für Menschenrechte. Am 16. April 2016 wurde Rezevska zur Richterin am Verfassungsgerichtshof der Republik Lettland ernannt. Am 23. Mai 2022 schied sie als Verfassungsrichterin aus und nahm ihre vorangegangene Tätigkeit als Hochschullehrerin wieder auf. Am 3. Mai 2018 wurde ihr das lettische Ehrenabzeichen der Justiz zweiter Klasse verliehen. Bei der Wahl zur Nachfolge des ausscheidenden Richters Mārtiņš Mits aus dem EGMR war sie eine der lettischen Kandidatinnen, unterlag bei der Wahl aber Artūrs Kučs.
Sie ist Verfasserin zahlreicher Publikationen zum lettischen Verfassungsrecht, allgemeinen Rechtsgrundsätzen und zur Methodik des Rechts.